# Leslie Banks
Leslie James Banks (* 9. Juni 1890 in West Derby, Liverpool; † 21. April 1952 in London) war ein britischer Schauspieler.

## Leben

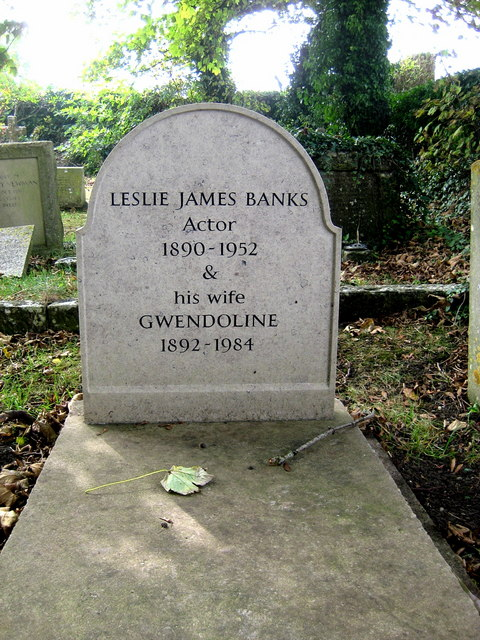
Banks’ Grab in Worth Matravers

Leslie Banks studierte zunächst am Trinity College in Glenalmond und dann am Keble College in Oxford, um Pfarrer zu werden. Das Studium und Berufswunsch gab er allerdings auf. Er schloss sich einem Theater an und gab 1911 sein Bühnendebüt. 1912 und 1913 war er auf einer Theatertournee durch die USA, kam aber anschließend nach London zurück. Dort spielte er bis zum Ausbruch des Ersten Weltkriegs am West End Theater. Am Ersten Weltkrieg nahm er von 1914 bis 1918 in einem Infanterie-Regiment teil. Er zog sich schwere Gesichtsverletzungen zu, die Narben und eine teilweise Gesichtslähmung nach sich zogen.
Nach dem Krieg kehrte er zum Theater zurück und spielte zunächst in Birmingham. 1921 kam er zurück zum Londoner West End und wurde zu einem prägnanten Theaterstar. Sein Ruhm an den Londoner Theatern sorgte dafür, dass er auch an den Broadway nach New York engagiert wurde. 1932 ging er nach Hollywood und übernahm dort als Graf Zaroff in Graf Zaroff – Genie des Bösen seine erste große Filmrolle. Weitere Hauptrollen in diesem Horrorfilm spielten Joel McCrea und Fay Wray.
Zu seinen größten Rollen am Theater zählten der Captain Hook in Peter Pan 1924 am Broadway, die Titelrolle in Cyrano de Bergerac und Petruchio in Der Widerspenstigen Zähmung 1937. Unter seinen Filmauftritten blieb neben Graf Zaroff vor allem seine Mitwirkung an den beiden Alfred-Hitchock-Thrillern Der Mann der zuviel wußte (1934) und Riff-Piraten (1939) in Erinnerung. Er arbeitete aber auch mit weiteren bekannten Filmregisseuren wie David Lean, Michael Powell oder Laurence Olivier. Bis zu seinem Lebensende 1952 pendelte er zwischen Engagements bei Film und Theater, sowohl in Großbritannien als auch in den Vereinigten Staaten. 
Leslie Banks heiratete 1915 Gwendoline Haldane und war Vater von drei Töchtern. 1950 wurde er mit dem Order of the British Empire ausgezeichnet. Er starb im April 1952 im Alter von 61 Jahren, nachdem er während eines Spaziergangs durch Kensington einen Schlaganfall erlitten hatte.

## Filmografie (Auswahl)
- 1921: Experience
- 1932: Graf Zaroff – Genie des Bösen (The Most Dangerous Game)
- 1933: Ich bin Susanne (I Am Suzanne!)
- 1934: Der Mann der zuviel wußte (The Man Who Knows Too Much)
- 1935: Bosambo (Sanders of the River)
- 1935: The Tunnel
- 1937: Feuer über England (Fire Over England)
- 1937: Zigeunerprinzessin (Wings of the Morning)
- 1939: Riff-Piraten (Jamaica Inn)
- 1939: The Arsenal Stadium Mystery
- 1940: 21 Days
- 1940: Edgar Wallace: Die Kammer des Schreckens (The Door with Seven Locks)
- 1942: Die Blockade (Big Blockade)
- 1942: Went the Day Well?
- 1944: Heinrich V. (Henry V.)
- 1947: Mrs. Fitzherbert
- 1949: Experten aus dem Hinterzimmer (The Small Back Room)
- 1950: Die unbekannte Zeugin (Your Witness)
- 1950: Madeleine